# Clas Alströmer
El baró Clas Alströmer (1736–1794) va ser un naturalista suec que va ser un deixeble de Carl Linnaeus a la Universitat d'Uppsala. Entre 1760–1764 viatjà pel sud d'Europa recollint plantes per a Linnaeus. Va establir un jardí botànic i un mesu natural prop de Gothenburg el qual va ser dirigit pel botànic Anders Dahl, un altre deixeble de Linnaeus. Linnaeus li va dedicar el gènere de plantes Alstroemeria.